# مانويل خوسيه كينتانا
مانويل خوسيه كينتانا (بالإسبانية: Manuel José Quintana y Lorenzo)‏ هو كاتب وشاعر وسياسي إسباني، ولد في 11 أبريل 1772 في مدريد في إسبانيا، وتوفي بنفس المكان في 11 مارس 1857. انتخب عضو مجلس الشيوخ الإسباني ‏.

## روابط خارجية
- مانويل خوسيه كينتانا على موقع الموسوعة البريطانية (الإنجليزية)